# Asplenium valgannense
Asplenium valgannense är en svartbräkenväxtart som beskrevs av Attinger. Asplenium valgannense ingår i släktet Asplenium och familjen Aspleniaceae. Inga underarter finns listade.